# Richard Dean Anderson
Richard Dean Anderson  je američki televizijski glumac rođen 23. siječnja 1950. godine u Minneapolisu, Minesoti. Poznat je po ulogama u televizijskim serijama MacGyver i Stargate SG-1, najduže prikazivane znanstveno fantastične serije u SAD-u.

## Životopis
Anderson je rođen u Minneapolisu u Minnesoti od roditelja Stuart Jay Andersona i Jocelyn Rhae Carter, a ima škotsko, švedsko, norveško i Mohawk porijeklo. Odrastao je u Rosevilleu u Minnesoti i pohađao faukultet u Ohiju.

### Karijera
Prvi put se kao glumac pojavljuje u američkoj seriji General Hospital kao Dr. Jeff Webber od 1976. do 1981.
Anderson je postao popularan zahvaljujući televizijskoj seriji MacGyver u kojoj je glumio glavnu ulogu.
1995. glumio je u humorističnoj seriji Legend.
Od 1997. do 2007. godine glumio je Jack O'Neill-a u Stargate SG-1, a pojavljuje se i u Stargate Atlantisu.
Posudio je glas za svoj lik The Simpsonsa u epizodi Kiss Kiss, Bang Bangalore. Glumio je i mnogim u reklamama.

### Privatni život
Nikada se nije ženio. Ima kćer Wylie Quinn Annarose rođenu 1998. Kćer je dobio s Apryl Prose. Izlazio je s Teri Hatcher, Selom Ward, Larom Flynn Boyle i njemačkom klizačicom Katarinom Witt.

## Vanjske poveznice
- IMDb profil
- Richard Dean Anderson - Službene stranice